# Ridge Wood Military Cemetery
Ridge Wood Cemetery is een Britse militaire begraafplaats met gesneuvelden uit de Eerste Wereldoorlog, gelegen in het Belgische dorp Voormezele, een deelgemeente van Ieper. De begraafplaats ligt 1,8 km ten zuidwesten van het dorpscentrum en werd ontworpen door Edwin Lutyens in samenwerking met George Goldsmith. Het terrein heeft een oppervlakte van 3.729 m² en wordt omgeven door een bakstenen muur. Het Cross of Sacrifice staat centraal tegen de westelijke muur en de Stone of Remembrance staat centraal aan de oostelijke muur. De begraafplaats wordt onderhouden door de Commonwealth War Graves Commission.
Er liggen 621 soldaten begraven waarvan 26 niet geïdentificeerde.

## Geschiedenis
De begraafplaats ligt in een klein dal aan de westelijke kant van een heuvelrug waarop een bos stond dat tijdens de oorlog Ridge Wood werd genoemd. De soldaten van de 2nd Royal Irish Rifles waren vanaf mei 1915 de eersten die deze begraafplaats gebruikten om hun doden te begraven. Daarna volgden er bijzettingen door de 18th, 19th, 20th & 21st Canadian Battalions en de 9th Durham Light Infantry. Enkele graven van Franse militairen, die hier in april en mei 1918 tijdens het Duitse lenteoffensief aan de zijde van de Britten vochten, werden later verplaatst.
Er rusten nu 280 Britten (waarvan er 25 niet geïdentificeerd konden worden), 44 Australiërs, 292 Canadezen, 3 Nieuw-Zeelanders en 2 Duitsers (waarvan 1 niet geïdentificeerde). Voor 2 slachtoffers werden Special Memorials opgericht omdat hun graven niet meer gelokaliseerd konden worden.
Deze begraafplaats werd in 2009 als monument beschermd.

## Graven

### Onderscheiden militairen
- Bruce Mitchell Taylor, majoor bij de Duke of Cornwall's Light Infantry werd onderscheiden met de Distinguished Service Order (DSO) en tweemaal met het Military Cross (MC and Bar).
- Horace Frederick Hill, kapitein bij het Middlesex Regiment werd onderscheiden met het Military Cross (MC).
- onderluitenant Henry Russell en sergeant Arthur Cliff, beide van de Royal Engineers en korporaal Arthur Woodhead van de Australian Infantry, A.I.F. werden onderscheiden met de Distinguished Conduct Medal (DCM).
- de onderluitenants Robert William Dixon en Harold Gunner, de sergeant Joseph Vickers en korporaal Arthur Edward Thomas Burne ontvingen de Military Medal (MM).

### Minderjarige militairen
- de soldaten P.A. Graham van de Canadian Infantry en Gilbert Harry Tripney van de Australian Infantry, A.I.F. waren 16 jaar toen ze sneuvelden.
- de soldaten Joseph Cecil Proctor van het Wiltshire Regiment en Vernon Wilbert Smith van de Canadian Infantry waren 17 jaar toen ze sneuvelden.

### Aliassen
- compagnie sergeant-majoor John George Peters diende onder het alias John George Petersen bij de Australian Infantry, A.I.F..
- soldaat George Morton diende onder het alias G. Richardson bij de Canadian Infantry.